# Clare Short
Clare Short (née le 15 février 1946) est une femme politique britannique qui est secrétaire d'État au Développement international sous le Premier ministre Tony Blair de 1997 à 2003.
Short est députée de Birmingham Ladywood de 1983 à 2010 ; pendant la plus grande partie de cette période, elle est députée du parti travailliste, mais elle quitte le parti en 2006 et siège le reste de son mandat en tant qu'indépendante. Elle ne se représente pas comme député aux élections générales de 2010.

## Biographie

### Jeunesse
Clare Short est née à Birmingham, en Angleterre, en 1946 de parents catholiques irlandais du comté d'Armagh, en Irlande du Nord. Elle soutiendra plus tard les initiatives pacifiques du Sinn Féin, bien qu'elle n'ait jamais été un partisan de la violence de l'IRA, dont certaines des pires ont été infligées lors d'un attentat à la bombe en 1974 dans sa ville natale de Birmingham,.
Short est brièvement mariée à un autre étudiant de l'université Keele à 18 ans après avoir eu un bébé à 17 ans. Le fils du couple est abandonné pour adoption et n'a pris contact avec sa mère qu'en 1996. Elle a découvert que son fils, Toby, est un militant conservateur qui travaille comme avocat dans la ville de Londres et qu'elle est la grand-mère de ses trois petits-enfants. Son deuxième mariage, avec l'ancien ministre du Travail Alex Lyon, prend fin lorsqu'il est décédé des suites de la maladie d'Alzheimer en 1993. Short est une cousine de l'acteur canadien Martin Short.
Diplômée en sciences politiques à l'université de Leeds, elle devient fonctionnaire au ministère de l'Intérieur. Travaillant en tant que secrétaire privée du ministre conservateur Mark Carlisle, cela lui donne à penser qu'elle « pouvait faire mieux » que de nombreux députés avec lesquels elle a affaire, et aux élections générales de 1983, elle est élue députée de Ladywood, Birmingham - la région où elle a grandi.

### Député

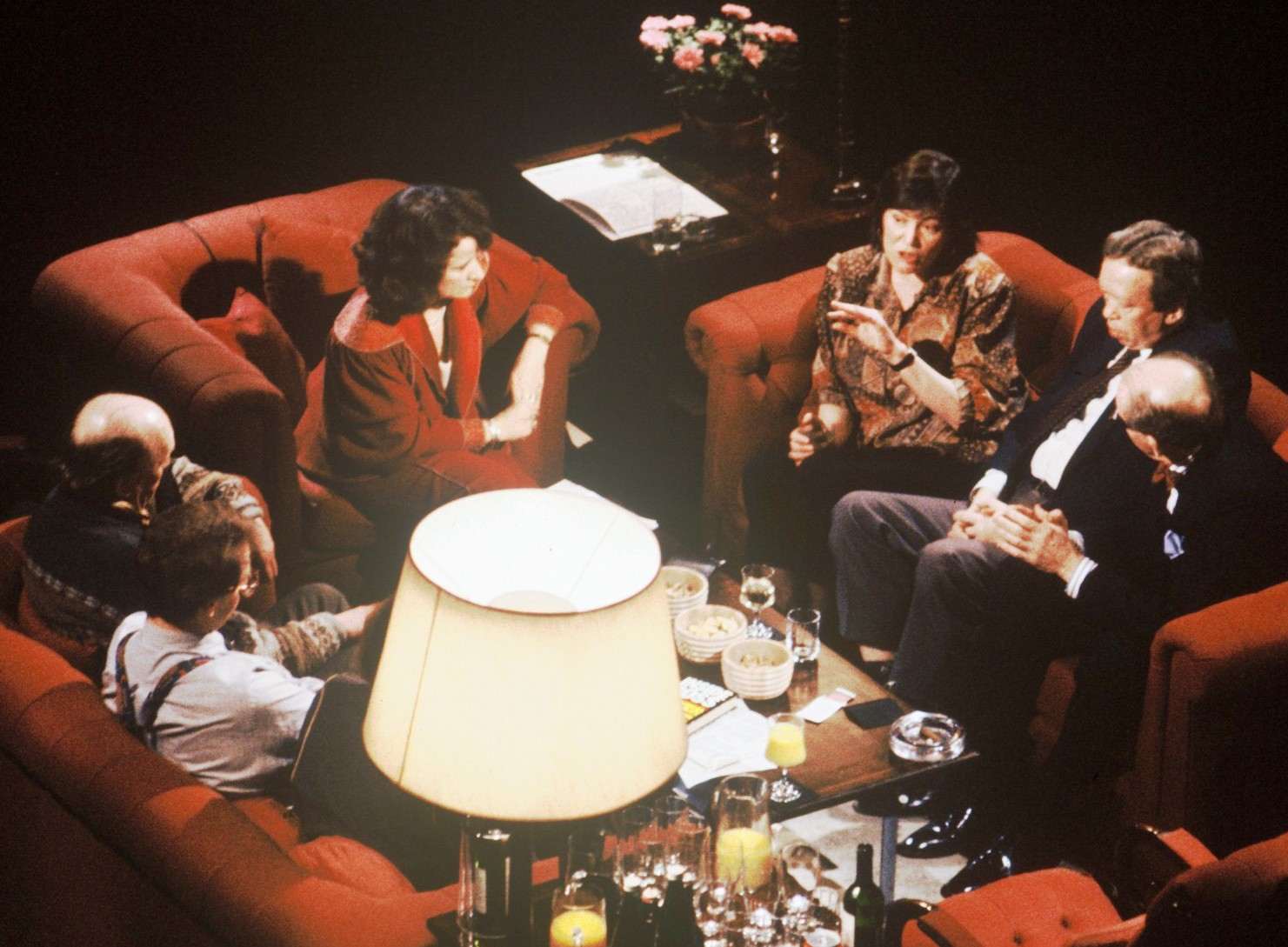
Participation à la discussion télévisée After Dark « Compter le coût d'une presse libre » en 1991.

Au début de sa carrière, elle est fermement à la gauche du Parti travailliste. Elle acquiert une certaine notoriété peu de temps après son élection en 1983 lorsqu'elle laisse entendre que le ministre de l'Emploi du gouvernement, Alan Clark était ivre en séance. Les collègues de Clark sur les bancs du gouvernement ont à leur tour accusé Short d'utiliser un langage non parlementaire et le vice-président, Ernest Armstrong, lui demande de retirer son accusation. Clark admet plus tard dans son journal que Short avait raison dans son évaluation.
En 1986, elle présente un projet de loi privé à la Chambre des communes qui propose d'interdire la page 3 composées de photographies de modèles aux seins nus en vedette dans The Sun et d'autres tabloïds britanniques,. Afin de s'assurer que sa motion serait déposée, elle dort au Parlement pendant la nuit. Pour ce projet de loi d'initiative parlementaire, elle est surnommée par The Sun « killjoy Clare » et « Crazy Clare »,. Un journal achète et publie des photographies présumées de Short dans ses vêtements de nuit, venant de son ex-mari. Elle déclare qu'il s'agissait de photos du corps de quelqu'un d'autre avec son visage superposé. Elle évoque cet épisode dans Dear Clare (1991), qui présente une sélection des nombreuses lettres de soutien qu'elle a reçues de femmes en réponse à sa campagne,.
Elle soutient John Prescott dans l'élection à la direction adjointe du Parti travailliste en 1988 (contre Eric Heffer et le titulaire Roy Hattersley), quittant le groupe de campagne socialiste, avec Margaret Beckett, à la suite de la décision de Tony Benn qui se présente contre Neil Kinnock pour le direction du parti. Elle soutient Margaret Beckett pour la direction travailliste en 1994 contre Tony Blair et John Prescott. Elle appelle également au retrait des troupes britanniques d' Irlande du Nord.
En 1989, elle soulève la question de l'abus de la procédure policière et de la fabrication de preuves à la West Midlands Serious Crime Squad, faisant part des préoccupations des avocats de Birmingham selon lesquelles de nombreuses erreurs judiciaires ont eu lieu .
Elle gravit les échelons travaillistes, malgré sa démission à deux reprises - à la suite de la loi sur le terrorisme en 1988 et de la Guerre du Golfe en 1990. Elle devient ministre fantôme des femmes (1993-1995), secrétaire fantôme des transports (1995-1996) et porte-parole de l'opposition pour le développement outre-mer (1996-1997). Elle est membre du Comité exécutif national du Labour (CEN) de 1988 à 1997 et présidente du Comité des femmes du CEN (1993 à 1996). Lors de la conférence du parti travailliste de 1995, Short dénonce Liz Davies comme "inadaptée" après que Davies ait été choisi comme candidate parlementaire par un parti travailliste de circonscription à Leeds Nord-Est. Cela est considéré comme une tentative de gagner les faveurs de la droite du parti, en particulier le leader de l'époque, Tony Blair. Cependant, en 1996, Short est transférée au portefeuille de développement outre-mer, une décision qu'elle considère comme une rétrogradation.

### Secrétaire d'État au développement international
Après les élections générales de 1997, l'Administration du développement outre-mer reçoit le statut de ministère à part entière en tant que Département du développement international, avec Short comme premier secrétaire d'État au développement international au niveau du cabinet. Elle conserve ce poste tout au long du premier mandat du gouvernement travailliste et, après les élections générales de 2001, au second.
En décembre 1997, Short signe pour le Royaume-Uni la Convention d'Ottawa, interdisant la production, la manipulation et l'utilisation des mines antipersonnel.
En 2001, elle écrit que « la disponibilité immédiate des armes légères a un impact direct et négatif sur les niveaux de criminalité et de conflit dans les pays en développement. Nous (le DFID) soutenons diverses initiatives de consolidation de la paix et de désarmement ». L'année suivante, elle affirme que la Grande-Bretagne est « déterminée à lutter contre la disponibilité et l'utilisation abusive des armes légères ».
Short approuve le bombardement de l'OTAN contre le siège de la télévision d'État serbe, au cours duquel seize professionnels des médias sont tués et seize autres blessés, car la station est, comme elle l'a dit, « une source de propagande ».

#### Démission
Le 9 mars 2003, Short qualifie à plusieurs reprises Tony Blair d'«imprudent» dans une interview à la radio de la BBC et menace de démissionner du Cabinet au cas où le gouvernement britannique entrerait en guerre contre l'Irak sans mandat clair des Nations Unies. Cela semblait être une reprise de sa démission précédente en tant que porte-parole du parti pendant la Guerre du Golfe de 1991 en tant que protestation contre la position du Parti travailliste, bien qu'en 1999, elle ait publiquement soutenu l'attaque de l'OTAN contre la Serbie. Cependant, le 18 mars, elle annonce qu'elle reste au Cabinet et soutient la résolution du gouvernement à la Chambre des communes.
Short reste au Cabinet pendant deux mois après sa décision de soutenir la guerre en Irak de 2003. Elle démissionne le 12 mai. Sa lettre indique : « Dans la période qui a précédé la guerre et maintenant, je pense que le Royaume-Uni commet de graves erreurs en fournissant une couverture aux erreurs américaines plutôt qu'en aidant un vieil ami... La puissance américaine seule ne peut pas assurer la sécurité de l'Amérique... Mais saper le droit international et l'autorité de l'ONU crée le risque d'instabilité, d'amertume et de terrorisme croissant qui menaceront l'avenir de nous tous ».
Son successeur plus tard conservateur, Andrew Mitchell, la décrit comme « une brillante secrétaire au Développement ».

### Députée de base
Le livre de Clare Short, An Honorable Deception?: New Labour, Iraq, and the Misuse of Power, a est publié par Free Press en novembre 2004,. C'est un compte rendu de sa carrière dans le New Labour, notamment sa relation avec le Premier ministre Tony Blair, la relation entre Blair et Gordon Brown et la préparation de l'invasion de l'Irak en 2003. Le livre remporte le prix du livre politique de l'année de Channel 4 pour 2004.
Le 12 septembre 2006, elle annonce qu'elle ne se présenterait pas aux prochaines élections générales. Dans une brève déclaration, Short déclare qu'elle a "honte" du gouvernement de Tony Blair et soutient la représentation proportionnelle, qu'elle espère être réalisée grâce à un Parlement minoritaire. Le whip en chef du Parti travailliste renvoie la question au Comité exécutif national du Parti travailliste pour qu'il envisage des mesures disciplinaires. Le vendredi 20 octobre, Short quitte le groupe travailliste et annonce qu'elle siégerait en tant que députée travailliste indépendante,. Short reçoit une réprimande écrite du whip en chef du Labour peu de temps avant l'annonce de la démission du parti.
Après que Gordon Brown ait succédé à Tony Blair en tant que Premier ministre, Short déclare que le changement offre "un nouveau départ" et laisse entendre qu'elle pourrait rejoindre le Parti travailliste parlementaire si Brown changeait les politiques qui l'avaient poussée à partir.

## Fin de carrière
Le 1er mars 2011, elle est élue présidente de l'Initiative pour la transparence dans les industries extractives lors de la Conférence mondiale de l'ITIE à Paris.
Depuis 2006, Short est membre du comité consultatif des politiques de l'Alliance des villes et a par la suite présidé le Forum consultatif sur les politiques décrit comme une «plate-forme de discussion publique, de débat et de partage des connaissances» sur la pauvreté urbaine et le rôle des villes.
En janvier 2011, elle exprime son intérêt à devenir maire de Birmingham, en attendant le résultat d'un référendum sur la création d'une mairie élue directement dans la ville. Finalement, la proposition est rejetée lors du vote public en mai 2012.
En juin 2009, elle reçoit un doctorat honorifique en droit de l'université d'Ulster en reconnaissance de ses services au développement international.